# Distretto di Teshio
Il distretto di Teshio (天塩郡?) è un distretto suddiviso tra le sottoprefetture di Rumoi e Sōya, Hokkaidō, in Giappone.
Attualmente comprende i comuni di Enbetsu e Teshio nella sottoprefettura di Rumoi e di Horonobe e Toyotomi nella sottoprefettura di Sōya.